# Coupe d'Italie de football 1991-1992
Navigation
Coupe d'Italie 1990-1991 Coupe d'Italie 1992-1993
La Coupe d'Italie de football 1991-1992, est la 45e édition de la Coupe d'Italie.

## Déroulement de la compétition

### Participants

#### Serie A (D1)
Les 18 clubs de Serie A sont engagés en Coupe d'Italie.

#### Serie B (D2)
Les 20 clubs de Serie B sont engagés en Coupe d'Italie.

#### Serie C1 (D3)
10 clubs de Serie C1 sont engagés en Coupe d'Italie.

### Calendrier
| Phase              | Tour           | Aller           | Retour           |
| ------------------ | -------------- | --------------- | ---------------- |
| Phase préliminaire | 1er tour       | 21 août 1991    | 24 août 1991     |
| Phase préliminaire | 2e tour        | 28 août 1991    | 3 septembre 1991 |
| Phase finale       | 1/8e de finale | 30 octobre 1991 | 4 décembre 1991  |
| Phase finale       | 1/4 de finale  | 12 février 1992 | 26 février 1992  |
| Phase finale       | 1/2 finales    | 31 mars 1992    | 14 avril 1992    |
| Phase finale       | Finale         | 7 mai 1992      | 14 mai 1992      |

## Résultats

### Premier tour
| Division      | Club                 | Aller | Total | Retour | Club                | Division      |
| ------------- | -------------------- | ----- | ----- | ------ | ------------------- | ------------- |
| Serie B (D2)  | Modène FC            | 1 - 0 | 2 - 1 | 1 - 1  | Plaisance FC        | Serie B (D2)  |
| Serie A (D1)  | AS Bari              | 0 - 0 | 1 - 1 | 1 - 1  | Empoli FC           | Serie C1 (D3) |
| Serie B (D2)  | AC Reggiana          | 1 - 0 | 3 - 2 | 2 - 2  | Cosenza Calcio      | Serie B (D2)  |
| Serie B (D2)  | AS Lucchese Libertas | 3 - 1 | 3 - 1 | 0 - 0  | AC Venise           | Serie B (D2)  |
| Serie B (D2)  | AC Cesena            | 2 - 0 | 3 - 0 | 1 - 0  | AC Pérouse          | Serie C1 (D3) |
| Serie B (D2)  | ACR Messine          | 1 - 0 | 1 - 3 | 0 - 3  | US Palerme          | Serie B (D2)  |
| Serie B (D2)  | Pise SC              | 2 - 0 | 3 - 0 | 1 - 0  | Calcio Monza        | Serie C1 (D3) |
| Serie B (D2)  | Tarente FC           | 3 - 1 | 3 - 1 | 0 - 0  | Reggina Calcio      | Serie C1 (D3) |
| Serie B (D2)  | Brescia Calcio       | 2 - 0 | 2 - 1 | 0 - 1  | Pescara Calcio      | Serie B (D2)  |
| Serie C1 (D3) | Casarano Calcio      | 0 - 0 | 0 - 2 | 0 - 2  | US Lecce            | Serie B (D2)  |
| Serie B (D2)  | Ancône Calcio        | 1 - 0 | 2 - 0 | 1 - 0  | Barletta CS         | Serie C1 (D3) |
| Serie B (D2)  | Bologne FC           | 2 - 3 | 2 - 5 | 0 - 2  | AS Fidelis Andria   | Serie C1 (D3) |
| Serie B (D2)  | Calcio Padoue        | 1 - 0 | 1 - 0 | 0 - 0  | Salernitana Sport   | Serie C1 (D3) |
| Serie B (D2)  | Udinese Calcio       | 3 - 1 | 4 - 2 | 1 - 1  | US Triestina Calcio | Serie C1 (D3) |
| Serie A (D1)  | Cagliari Calcio      | 0 - 1 | 0 - 1 | 0 - 0  | Côme Calcio         | Serie C1 (D3) |
| Serie B (D2)  | US Avellino          | 0 - 0 | 0 - 1 | 0 - 1  | US Casertana        | Serie B (D2)  |

### Deuxième tour
| Division      | Club              | Aller | Total | Retour     | Club                 | Division      |
| ------------- | ----------------- | ----- | ----- | ---------- | -------------------- | ------------- |
| Serie A (D1)  | UC Sampdoria      | 3 - 1 | 6 - 1 | 3 - 0      | Modène FC            | Serie B (D2)  |
| Serie A (D1)  | AS Bari           | 2 - 1 | 5 - 2 | 3 - 1      | Ascoli Calcio 1898   | Serie A (D1)  |
| Serie A (D1)  | SSC Naples        | 1 - 0 | 1 - 0 | 0 - 0      | AC Reggiana          | Serie B (D2)  |
| Serie A (D1)  | AS Rome           | 1 - 0 | 3 - 1 | 2 - 1      | AS Lucchese Libertas | Serie B (D2)  |
| Serie A (D1)  | AC Fiorentina     | 2 - 1 | 5 - 2 | 3 - 1      | AC Cesena            | Serie B (D2)  |
| Serie A (D1)  | Parme AS          | 0 - 0 | 2 - 1 | 2 - 1      | US Palerme           | Serie B (D2)  |
| Serie B (D2)  | Pise SC           | 2 - 1 | 3 - 2 | 1 - 1      | Foggia Calcio        | Serie A (D1)  |
| Serie B (D2)  | Tarente FC        | 0 - 1 | 1 - 3 | 1 - 2 a.p. | Genoa 1893           | Serie A (D1)  |
| Serie A (D1)  | Milan AC          | 2 - 0 | 4 - 1 | 2 - 1      | Brescia Calcio       | Serie B (D2)  |
| Serie B (D2)  | US Lecce          | 1 - 0 | 1 - 5 | 0 - 5      | Vérone FC            | Serie A (D1)  |
| Serie A (D1)  | Torino Calcio     | 4 - 1 | 5 - 2 | 1 - 1      | Ancône Calcio        | Serie B (D2)  |
| Serie C1 (D3) | AS Fidelis Andria | 0 - 2 | 2 - 5 | 2 - 3      | SS Lazio             | Serie A (D1)  |
| Serie A (D1)  | Atalanta BC       | 3 - 1 | 4 - 3 | 1 - 2      | Calcio Padoue        | Serie B (D2)  |
| Serie B (D2)  | Udinese Calcio    | 0 - 0 | 0 - 3 | 0 - 3      | Juventus FC          | Serie A (D1)  |
| Serie A (D1)  | US Cremonese      | 0 - 0 | 0 - 1 | 0 - 1      | Côme Calcio          | Serie C1 (D3) |
| Serie A (D1)  | FC Inter Milan    | 1 - 0 | 3 - 2 | 2 - 2      | US Casertana         | Serie B (D2)  |

### Huitièmes de finale
| Division     | Club           | Aller | Total | Retour     | Club          | Division      |
| ------------ | -------------- | ----- | ----- | ---------- | ------------- | ------------- |
| Serie A (D1) | UC Sampdoria   | 1 - 1 | 3 - 3 | 2 - 2 a.p. | AS Bari       | Serie A (D1)  |
| Serie A (D1) | AS Rome        | 1 - 0 | 3 - 3 | 2 - 3      | SSC Naples    | Serie A (D1)  |
| Serie A (D1) | Parme AS       | 0 - 0 | 1 - 1 | 1 - 1      | AC Fiorentina | Serie A (D1)  |
| Serie B (D2) | Pise SC        | 2 - 0 | 2 - 4 | 0 - 4      | Genoa 1893    | Serie A (D1)  |
| Serie A (D1) | Vérone FC      | 2 - 2 | 3 - 3 | 1 - 1      | Milan AC      | Serie A (D1)  |
| Serie A (D1) | Torino Calcio  | 2 - 0 | 2 - 0 | 0 - 0      | SS Lazio      | Serie A (D1)  |
| Serie A (D1) | Atalanta BC    | 0 - 0 | 1 - 3 | 1 - 3      | Juventus FC   | Serie A (D1)  |
| Serie A (D1) | FC Inter Milan | 2 - 2 | 4 - 3 | 2 - 1      | Côme Calcio   | Serie C1 (D3) |

### Quarts de finale
| Division     | Club         | Aller | Total | Retour     | Club           | Division     |
| ------------ | ------------ | ----- | ----- | ---------- | -------------- | ------------ |
| Serie A (D1) | UC Sampdoria | 1 - 0 | 2 - 1 | 1 - 1      | AS Rome        | Serie A (D1) |
| Serie A (D1) | Parme AS     | 2 - 0 | 4 - 1 | 2 - 1      | Genoa 1893     | Serie A (D1) |
| Serie A (D1) | Milan AC     | 2 - 0 | 3 - 1 | 1 - 1      | Torino Calcio  | Serie A (D1) |
| Serie A (D1) | Juventus FC  | 1 - 0 | 3 - 1 | 2 - 1 a.p. | FC Inter Milan | Serie A (D1) |

### Demi-finale
| Division     | Club     | Aller | Total | Retour     | Club         | Division     |
| ------------ | -------- | ----- | ----- | ---------- | ------------ | ------------ |
| Serie A (D1) | Parme AS | 1 - 0 | 3 - 2 | 2 - 2 a.p. | UC Sampdoria | Serie A (D1) |
| Serie A (D1) | Milan AC | 0 - 0 | 0 - 1 | 0 - 1      | Juventus FC  | Serie A (D1) |

### Finale
| Division     | Club        | Aller | Total | Retour | Club     | Division     |
| ------------ | ----------- | ----- | ----- | ------ | -------- | ------------ |
| Serie A (D1) | Juventus FC | 1 - 0 | 1 - 2 | 0 - 2  | Parme AS | Serie A (D1) |